# Théorème de Carmichael
En théorie des nombres, le théorème de Carmichael, du nom du mathématicien américain R. D. Carmichael, énonce que, pour toute suite de Lucas non dégénérée de première espèce U(P, Q) de paramètres {\displaystyle P,Q} premiers entre eux et de discriminant strictement positif, le nombre {\displaystyle U_{n}(P,Q)}  a, pour {\displaystyle n\neq 1,2,6}, au moins un diviseur premier qui ne divise aucun nombre précédent dans la suite, à l'exception du nombre de Fibonacci {\displaystyle F_{12}=U_{12}(1,-1)=144} et de son équivalent {\displaystyle -F_{12}=U_{12}(-1,-1)=-144}.
En particulier, pour {\displaystyle n>12}, le nombre de Fibonacci {\displaystyle F_{n}} a au moins un diviseur premier qui ne divise aucun nombre de Fibonacci antérieur.
Carmichael a démontré ce théorème en 1913. Récemment en 2001, Yabuta en a donné une preuve simple.

## Énoncé
Étant donné deux entiers premiers entre eux {\displaystyle P,Q}, tels que {\displaystyle D=P^{2}-4Q>0} et PQ ≠ 0, soit U(P, Q)  la suite de Lucas de première espèce définie par
{\displaystyle {\begin{aligned}U_{0}(P,Q)&=0,\\U_{1}(P,Q)&=1,\\U_{n}(P,Q)&=P\cdot U_{n-1}(P,Q)-Q\cdot U_{n-2}(P,Q)\qquad {\mbox{ pour }}n>1.\end{aligned}}}
Alors, pour {\displaystyle n\neq 1,2,6}, {\displaystyle U_{n}(P,Q)} a au moins un diviseur premier qui ne divise aucun {\displaystyle U_{m}(P,Q)} avec {\displaystyle 0<m<n}, sauf {\displaystyle U_{12}(1,-1)=F_{12}=144}, et 
{\displaystyle U_{12}(-1,-1)=-F_{12}=-144}. Un tel nombre premier {\displaystyle p} est appelé facteur caractéristique ou diviseur premier primitif de {\displaystyle U_{n}(P,Q)}. 
Carmichael a en fait montré un théorème légèrement plus fort : Pour {\displaystyle n\neq 1,2,6}, {\displaystyle U_{n}(P,Q)} a au moins un diviseur premier primitif ne divisant pas {\displaystyle D} sauf 
Il faut noter que {\displaystyle D} doit être strictement positif ; ainsi les cas {\displaystyle U_{13}(1,2),U_{18}(1,2),U_{30}(1,2),} etc. ne sont pas inclus, puisque dans ces cas {\displaystyle D=-7<0}.

## Cas des nombres de Fibonacci et des nombres de Pell
Les seules exceptions dans les nombres de Fibonacci pour {\displaystyle n} jusqu'à 12 sont :
{\displaystyle F_{1}=1} et {\displaystyle F_{2}=1}, qui n'ont pas de diviseurs premiers
{\displaystyle F_{6}=8}, dont le seul diviseur premier est 2 (qui est {\displaystyle F_{3}})
{\displaystyle F_{12}=144}, dont les seuls diviseurs premiers sont 2 (qui est {\displaystyle F_{3}}) et 3 (qui est {\displaystyle F_{4}})
La suite des plus petits diviseurs premiers primitifs de {\displaystyle F_{n}} pour {\displaystyle n\geqslant 1} (prenant la valeur 1 si ce diviseur premier n'existe pas) :
1, 1, 2, 3, 5, 1 ({\displaystyle n} = 6), 13, 7, 17, 11, 89, 1 ({\displaystyle n} = 12), 233, 29, 61, 47, 1597, 19, 37, 41, 421, 199, 28657, 23, 3001, 521, 53, 281, 514229, 31, 557, 2207, 19801, 3571, 141961, 107, 73, 9349, 135721, 2161, 2789, 211, 433494437, 43, 109441... suite A001578 de l'OEIS
Si {\displaystyle n>1}, le nombre de Pell d'indice {\displaystyle n} a au moins un diviseur premier qui ne divise aucun nombre de Pell antérieur. Ces plus petits diviseurs premiers primitifs pour {\displaystyle n\geqslant 1} (avec la même définition en cas de non existence que ci-dessus) sont :
1, 2, 5, 3, 29, 7, 13, 17, 197, 41, 5741, 11, 33461, 239, 269, 577, 137, 199, 37, 19, 45697, 23, 229, 1153, 1549, 79, 53, 113, 44560482149, 31, 61, 665857, 52734529, 103, 1800193921, 73, 593, 9369319, 389, 241... suite A246556 de l'OEIS